# Shenavan (Aragatsotn)
Shenavan (in armeno Շենավան, in passato Chotavet, Blkher e Bulkheyr) è un comune dell'Armenia di 1 724 abitanti (2001) della provincia di Aragatsotn.